# Timonius dolichophyllus
Timonius dolichophyllus är en måreväxtart som först beskrevs av Elmer Drew Merrill och Lily May Perry, och fick sitt nu gällande namn av Steven P. Darwin. Timonius dolichophyllus ingår i släktet Timonius och familjen måreväxter. Inga underarter finns listade i Catalogue of Life.